# جسر آمل المعلق

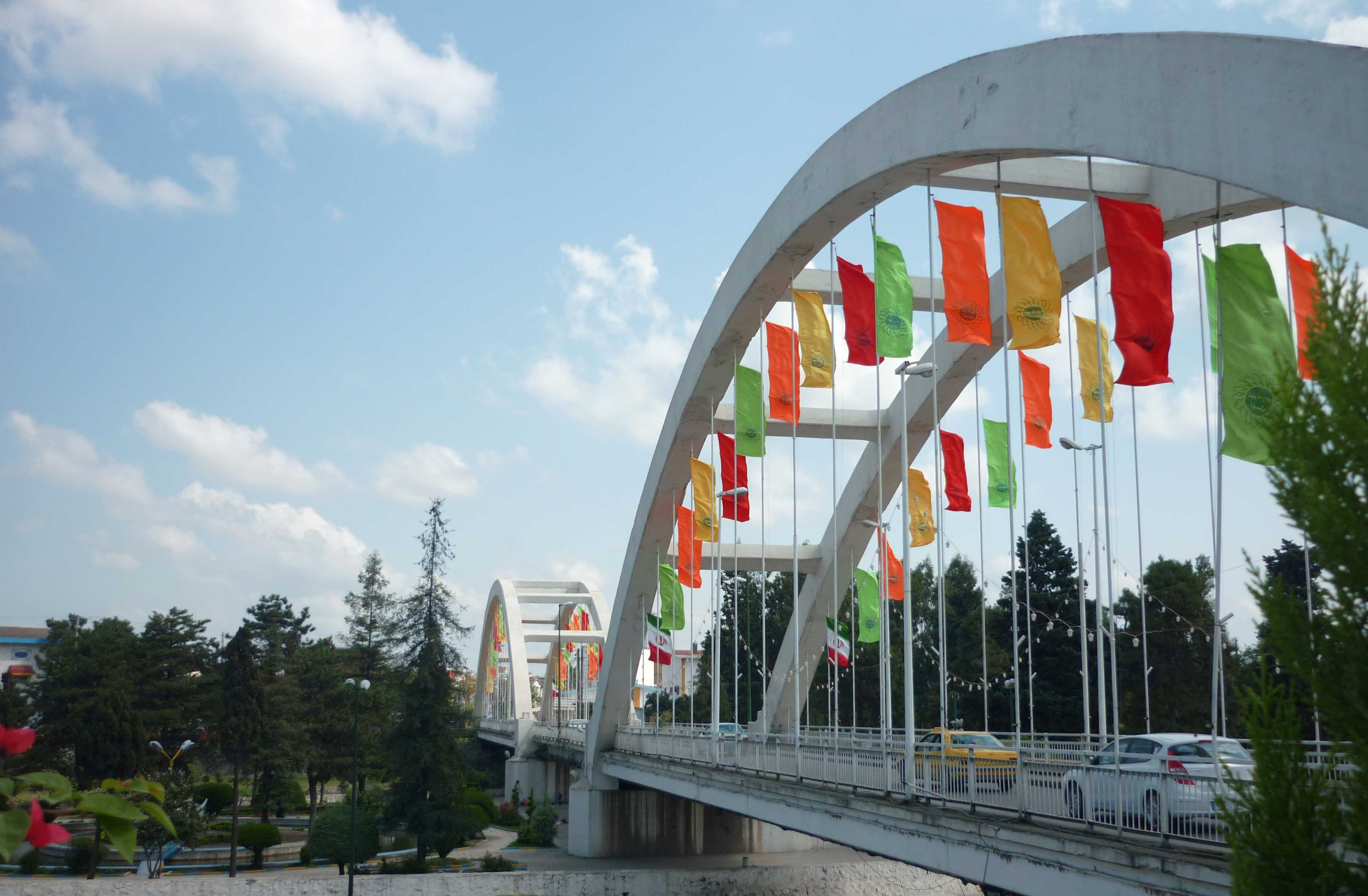
جسر معلق

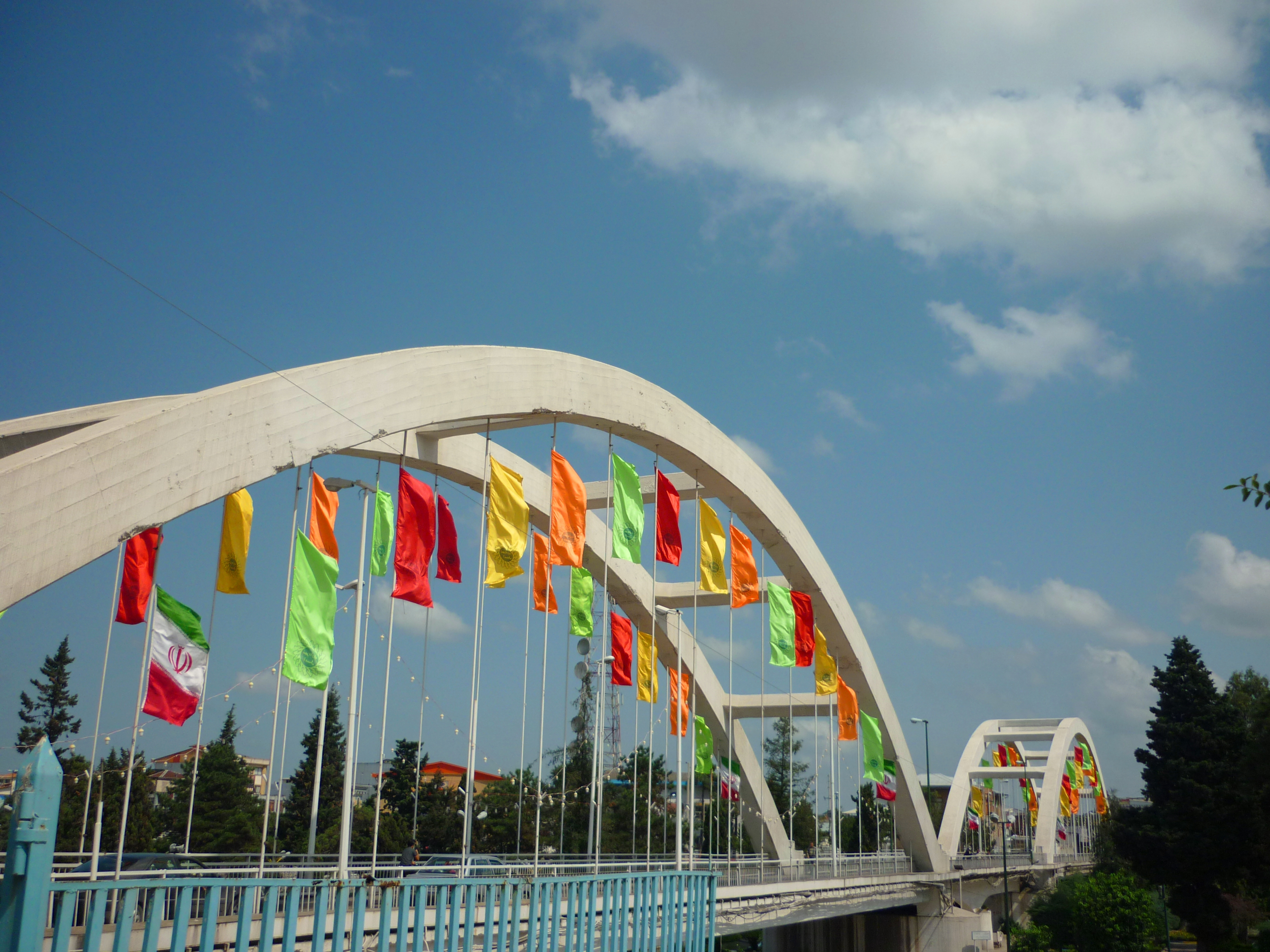
جسر معلق

جسر معلق آمل  أو جسر فلزي آمل جسر لسكك الحديد في شمال إيران في محافظة مازندران ، يقع الجسر في أعلى آمل في شمال إيران.

## تاريخ الجسر
جسر معلق ، هي إحدي مآثر السكك الحديدية الإيرانية ، بنيت في عهد رضا شاه بهلوي ، وتم افتتاح الجسر عام 1353 للسنة الشمسية.
لقد تم بناء الجسر بيد مهندس المانى في عام 1974 للميلاد.

## معرض الصور

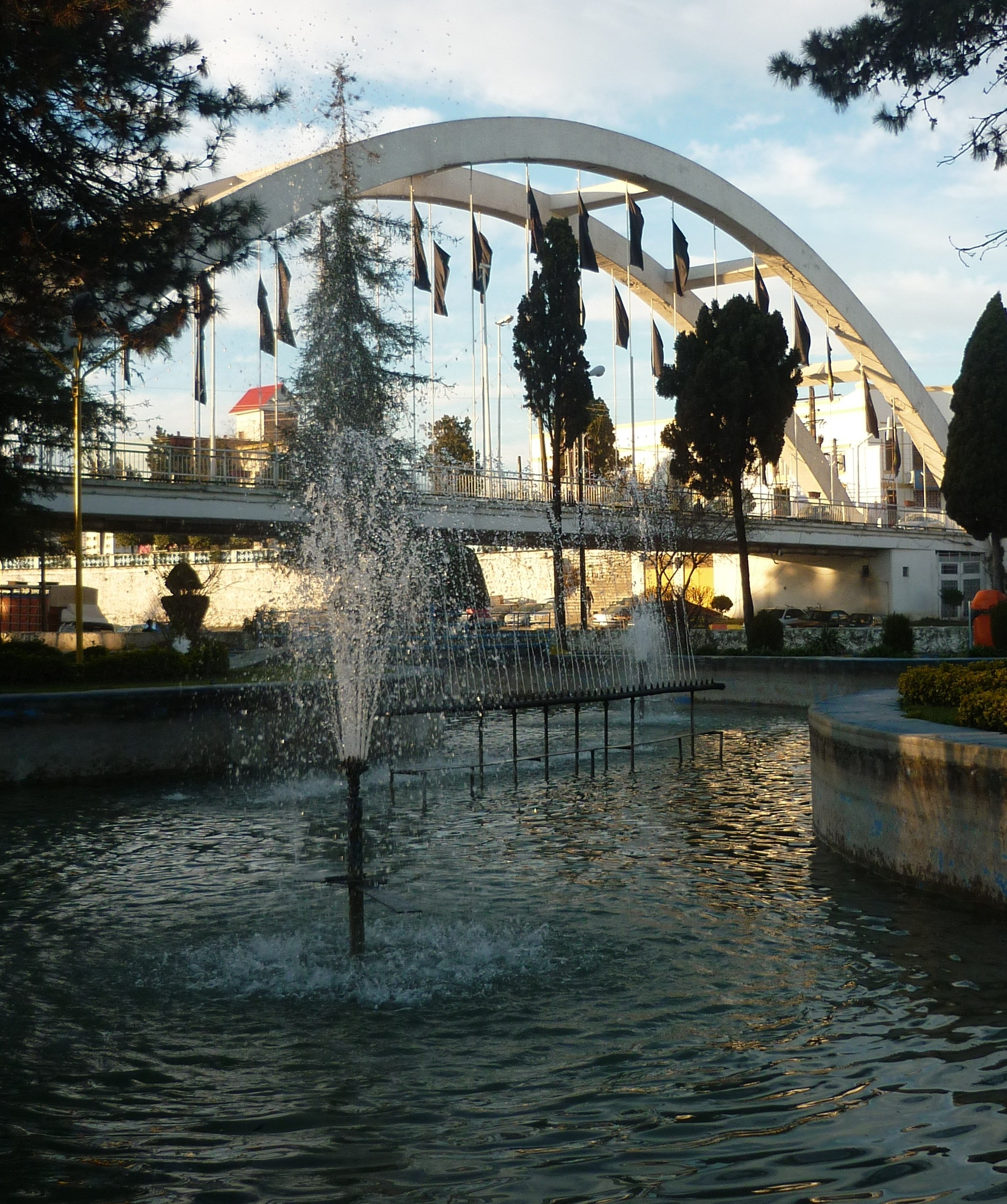
جسر معلق
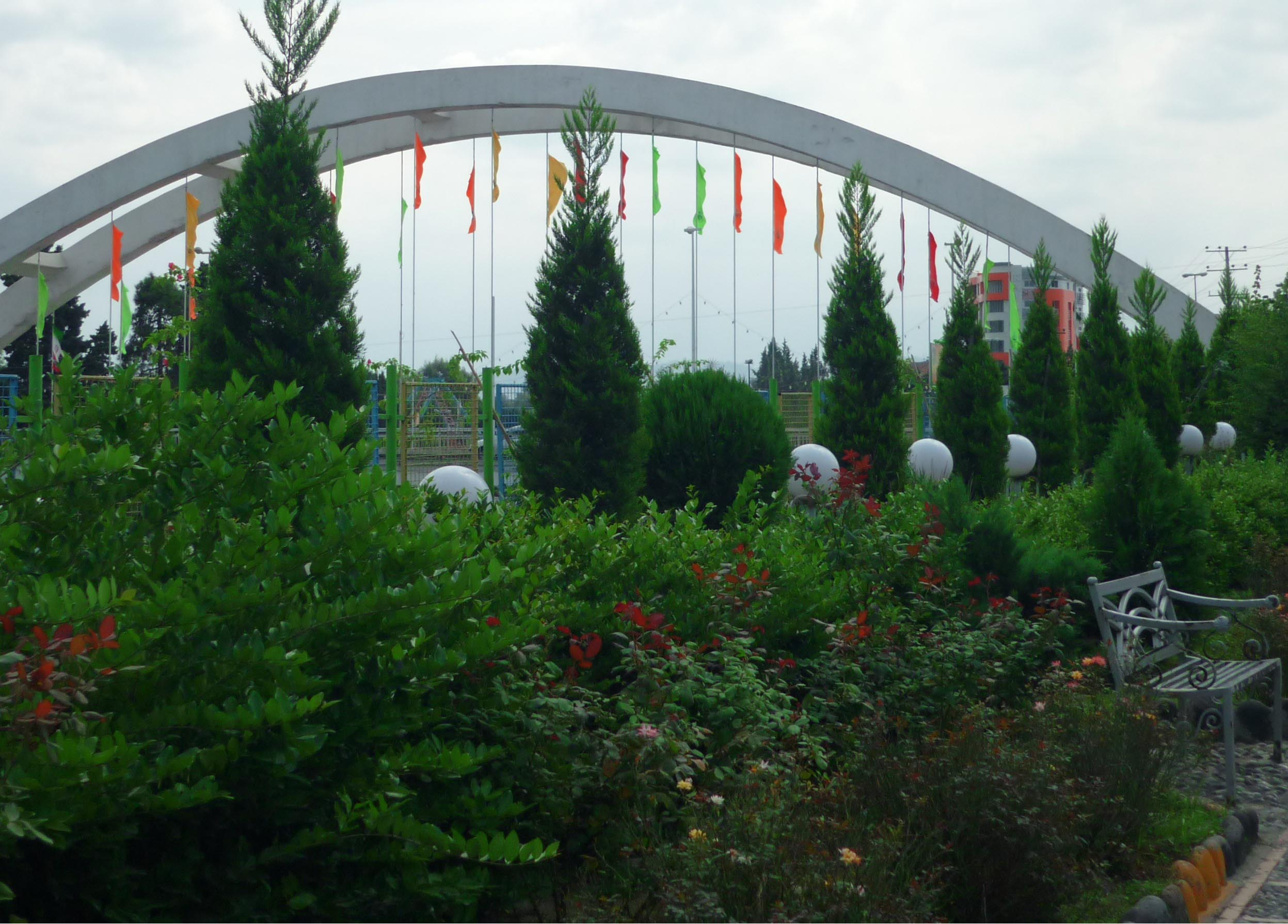
جسر معلق
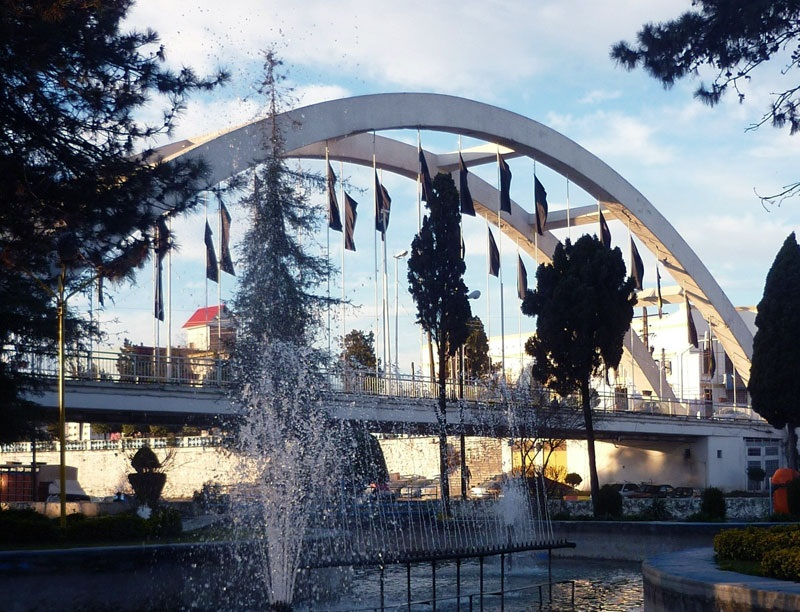
جسر معلق